# José Inés García Chávez
General José Inés García Chávez (Inés Chávez García, 19 de abril de 1889 -  11 de noviembre de 1918) fue un militar y bandido mexicano que participó en la Revolución mexicana. Se le conoció como el "Atila de Michoacán" o el "Atila del Bajío".

## Inicios
Debido a su baja extracción social sus orígenes son difíciles de localizar. Se sabe que nació en el rancho Godino, en el municipio de Puruandiro Michoacán, el 19 de abril de 1889.  Hijo de Anacleto García y de Bartola Chávez. Algunas versiones indican que fue soldado de leva en el Porfiriato y así combatió a Santana Rodríguez Palafox en Veracruz (México). Aunque otras indican que abandonó su lugar de origen para mudarse a Zacapu, a buscar empleo e ingresó al cuerpo de rurales maderistas.  Allí conoció a Gertudris Sánchez, Joaquín Amaro y Anastasio Pantoja con quienes estaría ligado. 
Se levantaron contra Victoriano Huerta. Durante 1913, Pantoja y Chávez García estuvieron juntos en la toma de Pátzcuaro. Para 1914, se encontraba operando en Michocán bajo las órdenes de Francisco Cárdenas. A finales de ese año ocurre un hecho trascendental en su carrera. 
En diciembre, los carrancistas y villistas toman la Ciudad de México, lo que obliga a los carrancistas de las zonas aledañas a replegarse, por ello el general Francisco Murguía, que estaba en Toluca se debía dirigir a Jalisco y en ese trayecto tendría que pasar por Morelia, ciudad sitiada por sus compañeros Gertudris Sánchez y Anastacio Pantoja. El enfrentamiento entre ambos grupos se pudo evitar, firmándose un pacto en donde Sánchez reconocía a Venustiano Carranza como Primer Jefe. Sin embargo, al momento que Murguía abandonó la ciudad fue emboscado por Amaro y Pantoja. Amaro no fue fusilado pues se pasó al bando constitucionalista y terminó culpando a Pantoja por el incidente. Chávez García y Pantoja fueron aprehendidos, el segundo fue fusilado sin miramientos pero cuando los carrancistas iban a ultimar a Chávez García, este fue salvado por la intercesión de uno de los amigos del general Alfredo Elizondo, gobernador de Michoacán. Posteriormente se levantó en armas como villista sin serlo (de 1915 a 1918). Operó en la abajeña de Michoacán y en los límites con Jalisco y Guanajuato, y llegó a contar con miles de hombres. Sus procedimientos eran de guerrillero y de bandido, sus mayores éxitos los alcanzó en 1917.

## Ascenso y muerte
El ejército de García Chávez fue temido en las regiones de Michoacán, Jalisco y Guanajuato, por las carnicerías de las que eran autores, además de su total falta de misericordia por mujeres y niños.  Entre 1915 y 1918, Inés Chávez, dejó en cenizas los poblados de Apatzingán, Paracho, Cotija y Degollado, dándose a conocer como "El Atila de Michoacán, Jalisco y Guanajuato",  al mando de su ejército, conocido como "Los Leones Pintados", que a su paso dejaban un ola de violencia y destrucción, incendiando los poblados que se le resistieran y asesinando o torturando a aquellos que no estuvieran de acuerdo con ellos.  Entre algunos de sus compañeros se encuentra a Rafael Narés "El manco", Jesús Zepeda "El tejón", Luis Gutiérrez "El chivo encantado" y Jesús Cintora.  Este grupo fue uno de los grandes problemas que tenía que enfrentar el constitucionalismo para restablecer el orden en la región de Michoacán. Para 1917, García Chávez dominaba grandes regiones de este estado. Sus ataques se hicieron más fieros, pues también se dedicaba a asaltar haciendas.
A finales de 1918, García Chávez sufre su primera derrota en Peribán, donde pierde a su compañero Rafael Narés. A este suceso se agrega el empuje del entonces coronel Lázaro Cárdenas en contra de los alzados, así como las campañas encabezadas por el general Enrique Estrada con fuerzas provenientes del norte del país y el azote de la gripe española, lo que terminó por diezmar a las fuerzas restantes de García Chávez.
Hay varias versiones en torno a su muerte. Se apunta que murió en 1918 en la batalla de Huandacareo, el 8 de enero de ese año, después de haber asaltado varios poblados de la región. Otra versión es que murió en la Presidencia de Purépero Michoacán, el 11 de noviembre de 1918 a las 5:30 de la tarde. El padre Francisco Esquivel en su libro "Inés Chavez Muerto" relata la historia de la muerte del bandolero, de la cual él fue testigo ocular. En el mismo libro nos da cuenta de las razones por las cuales Inés Chávez nunca causó desmanes en Purépero, algunas de las cuales eran que familiares de su estado mayor tenían familia viviendo en Purépero. Otra historia en el mismo libro cuenta acerca de sus visitas al poblado cada vez con más de sus seguidores. En una ocasión el integrante de la orquesta de Purépero Pedro Ortega, relata de cuando habían regresando de terminar una "tocada" en Panindícuaro se toparon con Inés Chávez quien les pidió unas canciones para él y su tropa. También se apunta a que murió en Uriangato, Guanajuato, donde fue derrotado el 24 de junio de 1918. Quizás fue el principio del fin del bandolero aunado a la influenza española que contrajo.

## Fragmento narrado
El niño se frotaba los ojos de cansancio, escondido tras el grueso tronco del árbol en un promontorio. No debía dormirse para poder cumplir su misión, pues desde ahí podía observar el llano tras un maizal.
En el horizonte rosado la oscuridad terminaba con los primeros rayos del amanecer. Y entonces los vio, silenciosos en filas compactas acompañados por el relincho de los caballos, eran los “Tigres pintados”, las tropas del general michoacano José Inés Chávez García, a quien los periodistas de Morelia habían bautizado con el mote de “El Atila del Bajío”, el cual combatía y saqueaba bajo la bandera del villismo.
El niño corrió todo lo que pudo para dar la voz de alarma. Las campanas de Huandacareo repicaron y los pobladores sabían qué hacer organizados en el Cuerpo de Defensores. Las familias se concentraron en cuatro puntos del poblado, donde habían construido unas torres en las que guardaron municiones y en dos de ellas unos pequeños cañones hechizos construidos por un improvisado ingeniero de la localidad. Desde las mirillas de las torres, como de un castillo medieval, se iban a turnar los tiradores.
La campaña chavista era implacable. Después de pelear en la batalla de Celaya al lado de Pancho Villa, atacó La Piedad en 1916 y después tomó Paracho, Tacámbaro, Numarán, Monteleón, asaltó Degollado, Tangancícuaro, Santiago Tanganmandapio, Sahuayo, Moroleón, Santa Ana Maya, Cuitzeo, Zamora, Jiquilpan, Pátzcuaro, innumerables haciendas, y a principios de 1918 incluso llegó a amenazar la ciudad de Morelia.
Siempre que las tropas del general Chávez atacaban los pueblos de esas regiones, la defensa era desesperada e inútil. Este hombre de cuerpo enjuto, feroz y silencioso, había demostrado no tener ninguna clase de piedad.
Con sus hombres acostumbraba el saqueo, el incendio, la tortura a los vencidos, las mutilaciones, las violaciones a las mujeres de los pueblos caídos, tan acostumbradas por los villistas, eran singularmente crueles al ser cometidas de manera tumultuaria por los “Tigres pintados” de Chávez quienes se caracterizaban por su sadismo, por el resentimiento exacerbado que demostraban.
Las imágenes eran horrendas. Pedía que le dieran de comer después del fragor del combate. Y así Inés Chávez comía con tranquilidad sus alimentos en una mesa improvisada de la plaza en medio de los incendios, frente a los colgados de los árboles, oyendo los alaridos salvajes del saqueo y los gritos de súplica de las mujeres.
Después de que hizo prisioneros a los integrantes de un cuarteto de música clásica que atrapó en el asalto a un tren, los obligaba a tocar sonatas de Mozart ahí, en la plaza de sus victorias. Y también “La Adelita”, que le gustaba especialmente y tarareaba.
En su Estado Mayor estaban Macario Silva, de quien se decía era hijo de un coronel del Ejército de Maximiliano, Manuel Roa, que cabalgó con Villa en el norte, el Manco Nares, Fidel González, el más sanguinario de todos apodado el "Chivo Encantado", vestido con su traje de charro con adornos de plata y cuya cabeza sería exhibida para mostrar la muerte de un bandido; también su verdugo personal, Trinidad Ávalos. Chávez tuvo a su enano, como Villa a su Fierro, como Zapata a su Coronela, un psicópata que disfrutaba torturando prisioneros y llevaba la cuenta de los hombres que personalmente había ahorcado en los árboles de Morelos.
A veces los “Tigres pintados” amarraban a sus prisioneros en estacas a lo largo de un camino. Y las tropas apostaban con algarabía a ver a cuántos mataba Trinidad Ávalos, el enano de Chávez, con su sable, montado a pelo del caballo y a todo galope.
Y en los atardeceres ociosos de la guerra, Inés Chávez se quitaba las botas polvorientas y sentado en una piedra ante el crepúsculo estiraba las cortas piernas y descansaba mientras el enano le hacía leves cosquillas en las plantas de sus pies con una pluma de gallina.
Chávez atacó Huandacareo. Los defensores no llegaban a cien. Chávez se desconcertó. Sus jinetes eran abatidos y los pequeños cañones hacían daño en sus filas. Siguió mandando al estilo villista oleadas de atacantes y desde las torres, disciplinadamente, heroicamente, los defensores mantenían la resistencia. El combate duró varias horas. Un arriero le avisó a un regimiento de federales: “Chávez no puede con ellos, pero ya van a caer porque se les acaban las balas”. Los federales decidieron ir al lugar del combate y atacaron por la espalda las tropas de Chávez. Esta ayuda inesperada hizo vencer a los defensores.↵Chávez nunca regresó a tomar venganza de ese pueblo. Con él cabalgaron más de dos mil demonios. Murió por la influenza española.↵Un cura se acercó en su agonía y él le dijo: “Váyase, padre, yo soy el Diablo”. Y le hicieron corridos como a su aliado Villa. Durante muchos años los defensores y los hijos de los defensores conmemoraron esa batalla en Huandacareo donde la gente, no los mitos, pelearon en una época de revuelta y caos, por su libertad, por su honor, por su paz.
Yo conocí a ese niño —el que le avisó a su pueblo la presencia de los tigres pintados—, convertido en un anciano de pelo blanco y vestido con su mono azul como mi abuelo materno, también un arriero de la región. Aunque durante muchos años olvidé su historia.
Dos torres persistieron muchos años como ruinas, muros con hierba en el silencio de las estaciones, enhiestos ante el tiempo, los imagino como un monumento.